# Discografia Mariei Butaciu
Maria Butaciu (n. 19 februarie 1940, Salva, Bistrița-Năsăud, România – d. 11 iunie 2018, București, România) a fost o interpretă de muzică populară românească din Ardeal, în special din zona Bistrița-Năsăud.
A cântat încă din timpul liceului cu orchestra populară a Filarmonicii de Stat din Cluj dirijată de Ilie Tetrade. Aici i-a avut colegi pe Maria Peter (consăteană a artistei), Maria Marcu, Dumitru Sopon, Simion Pop. A fost admisă la Ansamblul Ciocârlia din București în urma unui concurs desfășurat la 1 aprilie 1961. A activat aici până la desființarea ansamblului în anul 1970. A fost ulterior solistă a Ansamblului Rapsodia Română.
De-a lungul carierei sale a colaborat cu dirijori precum Constantin Arvinte, Ion Mărgean, Paraschiv Oprea, Victor Predescu, Ilie Tetrade, George Vancu, Alexandru Viman, atât în concerte, cât și în înregistrări realizate la Radioteleviziunea Română și la casa de discuri Electrecord.
A făcut parte din grupul vocal „Miorița” coordonat de muzicianul George Vancu, care a lansat și popularizat cunoscuta piesă de origine maramureșană Coborâi din deal în vale.
Primul disc l-a scos la firma Electrecord, în 1963.

## Electrecord
| An   | Număr catalog și titlu                                                                             | Format                     | Piese | Acompaniament | Note                     |
| ---- | -------------------------------------------------------------------------------------------------- | -------------------------- | --- | --- | ------------------------ |
| 1963 | EPA 3316Numai badea mi-i drag mie                                                                  | ebonită, 25 cm, 78 RPM     | 1 Numai badea mi-i drag mie (Mulți feciori avem în sat) 2 De-ar fi doru ca doru | O.M.P.R. Dirijori: Ion Mărgean (1) George Vancu (2)                                                                           | Înregistrări Radio       |
| 1964 | EPC 488Omul câte doruri are                                                                        | vinil, 17 cm, 33 ⅓ RPM     | 1 Omul câte doruri are 2 Numai badea mi-i drag mie (Mulți feciori avem în sat) 3 De-ar fi dorul ca doru 4 Foicică, bob de fragă (N-ai găsi țară mai dragă) | O.M.P.R. Dirijori: George Vancu (1,3) Ion Mărgean (2) Victor Predescu (4)                                                     | Înregistrări Radio       |
| 1966 | EPC 755 Multe doruri sunt pe lume                                                                  | vinil, 17 cm, 33 ⅓ RPM     | 1 Multe doruri sunt pe lume 2 Bădiță, sprâncene negre 3 De-ai fi lună vorbitoare 4 Sus la munte la Bihor 5 Măi bădiță din Ardeal | O.M.P.R. Dirijor: George Vancu (1-4) Orchestra Ciocârlia Dirijor: Victor Predescu (5)                                         | Înregistrări Radio (1-4) |
| 1967 | EPC 785Mama când m-o legănat                                                                       | vinil, 17 cm, 33 ⅓ RPM     | 1 Mama când m-o legănat 2 Cucule pasăre dragă | O.M.P.R. Dirijor George Vancu                                                                                                 | Înregistrări Radio       |
| 1968 | EPC 969 Sus în cel vârf de Gutâi                                                                   | vinil, 17 cm, 33 ⅓ RPM     | 1 Sus în cel vârf de Gutâi 2 Badea cu ochii de mure 3 Ceteră. unde te-aud 4 Vai, amar, amar, amar 5 Floricică-n trei grădini | Orchestra George Vancu Dirijor: George Vancu                                                                                  |                          |
| 1968 | EPE 0377 The famous Romanian Folklore Ensemble Ciocîrlia                                           | vinil, LP, 30 cm, 33 ⅓ RPM | 2. Măi bădiță din Ardeal 10. Foicică bob de fragă | Orch. Ans. Ciocârlia, dirijor Victor Predescu                                                                                 |                          |
| 1969 | EPE 0471 / ST-EPE 0472 transf. în STM-EPE 0879 The Romanian Folklore Ensemble «Ciocîrlia», Vol. II | vinil, LP, 30 cm, 33 ⅓ RPM | 11. Trandafir cu creanga-n | Orch. Ans. Ciocârlia, dirijor Tudor Pană                                                                                      |                          |
| 1972 | EPD 1297 Auzit-am bade eu                                                                          | vinil, LP, 25 cm, 33 ⅓ RPM | 1 Auzit-am bade eu 2 Haida liu, liu, puișor 3 Măi badiță, buze moi 4 Cântecul cununii 5 Frumuțică-i ardeleanca 6 Și-am tors badii, fir cu fir 7 Greu îi dorul care-l duc 8 Mândru-i jocul pe la noi 9 Măi bădiță părăsit 10 De ce, Doamne, ai lăsat | Orchestra George Vancu Dirijor: George Vancu                                                                                  |                          |
| 1973 | STM-EPE 0879 The Romanian Folklore Ensamble Ciocirlia, vol. II                                     | vinil, LP, 30 cm, 33 ⅓ RPM | 11 Trandafir cu creanga-n apă | Orchestra Ciocârlia Dirijor: Tudor Pană                                                                                       |                          |
| 1974 | STM-EPE 0831 Gată-te, postată, lată                                                                | vinil, LP, 30 cm, 33 ⅓ RPM | 1 Gată-te, postată, lată 2 Cât oi trăi, oi cânta 3 Bade-al meu cu guba sură (Hai țură și-o măsură) 4 Fost-am mândre surorele 5 Haida, George, la cosit 6 Trimite-mi, bade, trimite-mi 7 Hai, bade, la Bistrița 8 Știi tu, bade, ce ziceai 9 Sub un plop, sub o vâlcea 10 Badea-i cu două drăguțe 11 Someș, eu te-aș întreba 12 Zis-a mama că m-a da | Orchestra George Vancu Dirijor: George Vancu                                                                                  |                          |
| 1975 | STM-EPE 01142 Tot așa gândea omul                                                                  | vinil, LP, 30 cm, 33 ⅓ RPM | 1 Tot așa gândea omul 2 Spune-mi bade cu gura 3 Bade, de dragostea ta 4 Nani, nani, copiliță 5 Bădiță cu păr galben 6 Minuneaua 7 Tu, mireasă cu cunună 8 Tare mândră-i ulița 9 Mândru-i zice cetera 10 Decât mamă mă făceai 11 Măi bădiț-al meu iubit 12 Munte, munte, brad frumos 13 Suflă vântul breabănul | Orchestra George Vancu Dirijor: George Vancu                                                                                  |                          |
| 1977 | EPE 01427 Cântă inimă și spune                                                                     | vinil, LP, 30 cm, 33 ⅓ RPM | 7 Foicică, bob de fragă (N-ai găsi țară mai dragă) | O.M.P.R. Dirijor: George Vancu                                                                                                | Înregistrare Radio       |
| 1978 | 45-STM-EPC 10.563 Cântecul transilvăneninlor în Războiul de Independență                           | vinil, 17 cm, 33 ⅓ RPM     | 1 Cântecul transilvăneninlor în Războiul de Independență 2 Mă dusei la prunduț sec 3 Mândru zice cetera | Orchestra Ciocârlia Dirijor: Iacob Ciortea                                                                                    |                          |
| 1980 | STC 0093 Interpreți de muzică populară din Valea Someșului - Sălaj                                 | casetă audio               | 11 Mă dusei la prunduț sec 12 Mândru zice cetera | Orchestra Ciocârlia Dirijor: Iacob Ciortea                                                                                    |                          |
| 1981 | ST-EPE 01792 Cine iubește și spune                                                                 | vinil, LP, 30 cm, 33 ⅓ RPM | 1 Care om își lasă satul 2 Zis-o badea dumnealui 3 Mă luai, luai 4 A bătrânilor 5 Înaintea iestor curți 6 Cine iubește și spune 7 Cântă cucul în poiană 8 Bateți cizma în pământ (Bătuta de la Runc) 9 Trei păcurărei 10 Mândră, când oi muri eu 11 Bocet 12 Roata | Orchestra Alexandru Viman Dirijor: Alexandru Viman                                                                            |                          |
| 1981 | STC 00164 Interpreți Din Bistrița Năsăud                                                           | casetă audio               | 10 Care om își lasă satul 11 Zis-o badea dumnealui 12 Mă luai, luai 13 A bătrânilor 14 Înaintea iestor curți 15 Cine iubește și spune 16 Cântă cucu în poiană 17 Bateți cizma în pământ (Bătuta de la Runc) 18 Trei păcurărei 19 Roata | Orchestra Alexandru Viman Dirijor: Alexandru Viman                                                                            |                          |
| 1986 | ST-EPE 02938 Cât îi Bistrița de mare                                                               | vinil, LP, 30 cm, 33 ⅓ RPM | 1 Cât îi Bistrița de mare 2 Dragu' mi-i mie-a hori 3 Măi bădiță măieran 4 Floricică-ntre grădini 5 Someș, Someș râu curat 6 Bată-te, bădiță, bată 7 Mândruț, eu te-oi blestema 8 Badea cu mustața neagră 9 La cumătra lăudată 10 Strigătura găinii la nuntă (U, iu, iu, că și eu viu) 11 Peste Mureș, peste tău 12 Omul, câte doruri are 13 Bădiță cu țundra neagră | Orchestra George Vancu Dirijor: George Vancu                                                                                  |                          |
| 1986 | STC 00374 Casetă Audio                                                                             | casetă audio               | 1 Cât îi Bistrița de mare 2 Dragu' mi-i mie-a hori 3 Măi bădiță măieran 4 Floricică-ntre grădini 5 Someș, Someș râu curat 6 Bată-te, bădiță, bată 7 Mândruț, eu te-oi blestema 8 A bătrâniilor 9 Trei păcurărei 10 Mândru-i zice cetera 11 Badea cu mustața neagră 12 La cumătra lăudata 13 Strigătura găinii la nuntă (U, iu, iu, că și eu viu) 14 Peste Mureș, peste Tău 15 Omul câte doruri are 16 Bădiță cu țundra neagră 17 Cine iubește și spune 18 Bocet 19 Roata | Orchestra George Vancu Dirijor: George Vancu (1-7, 10-16) Orchestra Alexandru Viman Dirijor: Alexandru Viman (8, 9, 17-19)    |                          |
| 1988 | ST-EPE 03472 Mândră-i hora satului                                                                 | vinil, LP, 30 cm, 33 ⅓ RPM | 5 Sus pe cer e-o mândră stea | O.M.P.R. Dirijor: George Vancu                                                                                                | Înregistrare Radio       |
| 1991 | ST-EPE 03912 Pe unde trece dorul                                                                   | vinil, LP, 30 cm, 33 ⅓ RPM | 1 Mânios, badea de-aseară 2 Și-am trecut lume prin tine 3 Cucule, pasăre, dragă 4 Mama când m-a legănat 5 Măi, bădiță, buze moi 6 Pădure, dragă, pădure 7 Cui nu-i place dragostea 8 Sus în cel vârf de Gutâi 9 Bădiță sărutul tău 10 Pe unde trece dorul 11 De-ar fi dorul ca dorul 12 La fântână, la făget | Orchestra Paraschiv Oprea Dirijor: Paraschiv Oprea                                                                            |                          |
| 1996 | EDC 195 Un leac pentru suflet                                                                      | compact disc               | 1 Auzit-am bade eu 2 Bade, pălărie nouă 3 Firule, măi fir de iarbă 4 Cui nu-i place dragostea 5 După deal răsare luna 6 M-am suit în Dealul Clujului 7 De s-ar afla cineva 8 Sunt oșancă, bine-mi pare! 9 Vine trenul din Ardeal 10 Rău mă doare inima 11 Măi bădiță din Ardeal 12 Copil orfan cu ochi căprui 13 Strigătura găinii la nuntă (U, iu, iu, că și eu viu) 14 Adă, Doamne, trenu-n gară 15 Bădiță din satul meu 16 Marinarul amorezat 17 Mândru zice cetera 18 Povestea puiului de cerb 19 Trei păcurărei                                                                               | Orchestra Paraschiv Oprea Dirijor: Paraschiv Oprea (1-18) Orchestra Alexandru Viman Dirijor: Alexandru Viman (19)             |                          |
| 1996 | STC 001173 Un leac pentru suflet                                                                   | casetă audio               | 1 Bădiță din satul meu 2 Cui nu-i place dragostea 3 Firule, măi fir de iarbă 4 M-am suit în Dealul Clujului 5 Adă, Doamne, trenu-n gară 6 Vine trenul din Ardeal 7 Rău mă doare inima 8 Măi bădiță din Ardeal 9 Auzit-am bade eu 10 Bade, pălărie nouă 11 De s-ar afla cineva 12 Sunt oșancă, bine-mi pare! 13 Copil orfan cu ochi căprui 14 Strigătura găinii la nuntă (U, iu, iu, că și eu viu) 15 Mândru zice cetera 16 După deal răsare luna | Orchestra Paraschiv Oprea Dirijor: Paraschiv Oprea                                                                            |                          |
| 2000 | STC 001349 La cumătra lăudată                                                                      | casetă audio               | 1 Pe unde trece dorul 2 Mânios badea de-aseară 3 Cucule pasăre dragă 4 De-ar fi doru ca doru 5 Mama când m-o legănat 6 Floricică-ntre grădini 7 Măi bădiță, buze moi 8 Pădure, dragă pădure 9 Sus în cel vârf de Gutâi 10 La cumătra lăudată 11 Povestea puiului de cerb 12 Bată-te, bădiță, bată 13 Măi bădiță măieran 14 Bădiță cu țundra neagră | Orchestra Paraschiv Oprea Dirijor: Paraschiv Oprea (1-5, 7-9, 11) Orchestra George Vancu Dirijor: George Vancu (6, 10, 12-13) |                          |
| 2002 | EDC 501 Ce ploaie vine de la Cluj!                                                                 | compact disc               | 1 De la Salva la Vișeu 2 Dragu' mi-i mie-a hori 3 Haida, George, la cosit! 4. Mă dusei La prunduț sec 5 Trandafir cu creanga-n apă 6 Aoleu, ce ploaie vine de la Cluj 7 Spune-mi bade cu gura 8 Cine iubește și spune 9 Badea cu mustață neagră 10 M-am dus din Ardealul meu 11 Hai, bade, la Bistrița 12. Mândru-i jocu' pe la noi 13 Trimete-mi, bade, trimete-mi 14 Cununa de grâu; Cununa de la Agriș 15 Sub un plop, într-o vâlcea 16 Tot așa gândea omul 17 Fata e ca și o floare 18 Câți feciori avem în cat 19 Fost-am mândre surorele 20 Bade, de dragostea ta 21 Mândră, când oi muri eu | Orchestra Constantin Arvinte Dirijor: Constantin Arvinte                                                                      |                          |
| 2002 | STC 001480 Ce ploaie vine de la Cluj!                                                              | casetă audio               | 1 De la Salva la Vișeu 2 Dragu' mi-i mie-a hori 3 Haida, George, la cosit! 4. Mă dusei La prunduț sec 5 Trandafir cu creanga-n apă 6 Aoleu, ce ploaie vine de la Cluj 7 Spune-mi bade cu gura 8 Cine iubește și spune 9 Badea cu mustață neagră 10 M-am dus din Ardealul meu 11 Hai, bade, la Bistrița 12. Mândru-i jocu' pe la noi 13 Trimete-mi, bade, trimete-mi 14 Cununa de grâu; Cununa de la Agriș 15 Sub un plop, într-o vâlcea 16 Tot așa gândea omul 17 Fata e ca și o floare 18 Câți feciori avem în cat 19 Fost-am mândre surorele 20 Bade, de dragostea ta                            | Orchestra Constantin Arvinte Dirijor: Constantin Arvinte                                                                      |                          |

## Alte case de discuri
| An   | Casa de discuri!! Număr catalog și titlu | Format                                               | Piese        | Acompaniament | |
| ---- | ---------------------------------------- | ---------------------------------------------------- | ------------ | --- | --- |
| 1995 | Poker Sound by Roton                     | P 3014 Peste Mureș, peste tău                        | casetă audio | 1 Peste Mureș, peste tău 2 Bată-te bădiță, bată 3 Mânios badea de-aseară 4 Strigătura găinii la nuntă (U, iu, iu, că și eu viu) 5 Pe unde trece dorul 6 Cui nu-i place dragostea 7 De-ar fi dorul ca dorul 8 Zis-o Badea, Dumnealui 9 Roata 10 Trei păcurărei 11 Bocet | Orchestra George Vancu Dirijor: George Vancu (1, 2, 4) Orchestra Paraschiv Oprea Dirijor: Paraschiv Oprea (3, 5-7) Orchestra Alexandru Viman Dirijor: Alexandru Viman (8-11)                                                                   |
| 2002 | Genius CD                                | G030 Romanian Folk Collection 4 - Transilvania-Banat | compact disc | 2 Fata babii Mărița (Învârtita din Ardeal) 6 Coborâi din deal în vale | Orchestra Paraschiv Oprea Dirijor: Paraschiv Oprea |
| 2006 | EUROSTAR                                 | E 518 De ce cânt, aș tot cânta!                      | compact disc | 1 Ceteră, nu ești curată 2 Când era bunica fată 3 În grădina mândrii mele 4 La cumătra lăudată 5 Bădiță sprâncene negre 6 Minuneaua 7 Codrule, frunză galbină 8 Bocet 9 De n-ar fi dorul pe lume 10 Drag mi-i badea la cosit 11 Roata 12 Suflă vântul breabănul 13 Când vin sărbătorile 14 Mândruț, eu te-oi blestema 15 La fântâna cu doi fagi 16 În pădure la Ghergani 17 Mărioara lui nenicu 18 Lele, lele, bob năut (Geaba beau, geaba mănânc) 19 Foaie verde și-o lalea (De ce nu pot eu cânta?)                                        | Orchestra Constantin Arvinte Dirijor: Constantin Arvinte |
| 2011 | EUROSTAR                                 | E 518 De ce cânt, aș tot cânta!                      | compact disc | 1 De n-ar fi dorul pe lume 2 Ceteră, nu ești curată 3 Când era bunica fată 4 În grădina mândrii mele 5 Minuneaua 6 Bădiță sprâncene negre 7 La cumătra lăudată 8 Drag mi-i badea la cosit 9 Codrule, frunză galbină 10 La fântâna cu doi fagi 11 Mândruț, eu te-oi blestema 12 Când vin sărbătorile 13 În pădure la Ghergani 14 Mărioara lui nenicu 15 Lele, lele, bob năut (Geaba beau, geaba mănânc) 16 Suflă vântul breabănul 17 Bocet 18 Foaie verde și-o lalea (De ce nu pot eu cânta?) 19 Roata                                        | Orchestra Constantin Arvinte Dirijor: Constantin Arvinte |
| 2014 | EUROMUSIC                                | 9761-4 Viață, viață drum cotit                       | compact disc | 1 Firule, măi fir de iarbă 2 Mândru zice cetera 3 Bată-te bădiță, bată 4 Prin grădini umblă un zvon 5 Floricică-ntre grădini 6 Supărată-s Doamne de alaltăseară 7 Pădure, dragă pădure 8 Ia mai zi măi din vioară 9 Bateți cizma în pământ (Bătuta de la Runc) 10 Zis-o badea dumnealui 11 Viață, viață drum cotit 12 Peste Mureș, peste tău 13 Sus în cel vârf de Gutâi 14 Bade-al meu cu guba sură (Hai țură și-o măsură) 15 Știi tu bade ce ziceai 16 În fânul de curând cosit 17 Departe-aș vrea acum să fiu 18 Firule, măi fir de iarbă | Orchestra Paraschiv Oprea Dirijor: Paraschiv Oprea (1) Orchestra Jidvei România Dirijor: Stelian Stoica (2-17) Orchestra Petrică Pană Dirijor: Petrică Pană (18) *** Live cu formația Petrică Pană, La Festivalul ”Crizantema De Aur” (18) *** |